# August von Dohna-Lauck
August von Dohna-Lauck (né le 28 mars 1728 à Reichertswalde et mort le 4 janvier 1796 à Wesel) est un général de division prussien et chef du 44e régiment d'infanterie .

## Biographie
Ses parents sont le capitaine néerlandais Adolf Christoph von Dohna (né le 4 juillet 1683 et mort le 13 septembre 1736), fils de Christoph Friedrich zu Dohna-Lauck (de), et son épouse Freda-Marie von Dohna-Schlodien (née le 31 décembre 1695 et morte le 30 juin 1772), fille de Christophe Ier de Dohna-Schlodien.
Dohna devient enseigne dans le 44e régiment d'infanterie « zu Dohna-Carwinden (de) » le 22 avril 1744. Le 7 mars 1751, il est promu sous-lieutenant et le 6 octobre 1756, il devient premier lieutenant. Pendant la guerre de Sept Ans, Dohna combat à Meissen et à Strehlen et participe également aux sièges de Dresde, de Wittemberg et à la bataille de Freiberg. À cette époque, il est promu le 13 avril 1760 capitaine et commandant de compagnie. Promu major après la guerre le 4 avril 1774, il participe à la guerre de Succession de Bavière. Le 11 juin 1783, il devient lieutenant-colonel et commandant du régiment le 10 mars 1783. Il est promu ensuite colonel le 6 mars 1786 et nommé chef de régiment le 31 août 1791. La nomination de Dohna au poste de général de division a lieu le 20 mai 1792 avec brevet du 21 mai 1792. Il est mort le 4 janvier 1796 à Wesel.

## Famille
Dohna se marie Sophie Friederike von Budberg (de) (née le 10 septembre 1752 - 19 mars 1796), fille du major général Alexander von Budberg (de), le 20 mars 1776 à Wesel. Le mariage donne naissance à leur fille Éléonore (née le 1er avril 1777 et morte le 7 avril 1855), qui épouse le général prussien d'infanterie Moritz von Schoeler (de) (1771-1855).
Heinrich zu Dohna-Wundlacken est le neveu d'August von Dohna-Lauck (le seul fils de son prochain frère cadet Ludwig à atteindre l'âge adulte).